# Hydrocotyle mexicana
Hydrocotyle mexicana är en växtart i släktet Hydrocotyle och familjen araliaväxter. Den beskrevs av Adelbert von Chamisso och Diederich Franz Leonhard von Schlechtendal 1830.
Arten är en perenn ört som förekommer i Centralamerika och norra Sydamerika. Den har använts som medicinalväxt och som matväxt.